# Bathyplotes spuma
Bathyplotes spuma е вид морска краставица от семейство Synallactidae.

## Разпространение
Видът е разпространен в Антарктида.